# 叉序草
叉序草（学名：Isoglossa collina）为爵床科叉序草属的植物。分布在锡金、不丹以及中国大陆的江西、广西、西藏、湖南、云南、广东等地，生长于海拔500米至2,200米的地区，多生长在山坡阔叶林下以及溪边阴湿地，目前尚未由人工引种栽培。

## 种下等级
- Andrographis ovata auct. non Benth.
- Chingiacanthus patulus Hand.-Mazz.
- Dianthera sinensis W. W. Smith